# Rodalia de Cadis
La xarxa de Rodalia de Cadis (Cercanías Cádiz, oficialment en castellà) és un dels sistemes de Renfe Rodalies que dona servei a diversos municipis de les comarques de la Bahía de Cadis i la Campinya de Jerez, a la província de Cadis. Aquesta xarxa està formada per dues línies en servei, 52 km de vies de ferrocarril i 12 estacions en servei. Concretament, la xarxa té parades als municipis de Cadis, San Fernando, Puerto Real, el Puerto de Santa María i Jerez de la Frontera.

## Evolució de la xarxa
- 31 de desembre 1984: Inauguració del primer tram de 48 quilòmetres de la Cadis i Jerez
- 1992: Obertura de l'estació San Fernando
- 1998: Obertura de la station Cortadura
- 2000-2001: Rodalies Enterrament de la xarxa perquè la xarxa per arribar a la nova zona de Cadis
- 2004: Comencen les obres de duplicació de la línia
- 2005: Obertura de la línia C1a amb l'obertura de dues estacions: Les Aletas and Campus de Puerto Real. En el mateix any, South Bay va començar la renovació
- 2006: Inici de la construcció de l'estació El Puerto de Santa María
- 2007: Comencen les obres de restauració de la station San Fernando
- 28 de juny 2007: Obertura de la variació en el tram entre Jerez de la Frontera i El Puerto de Santa María
- 28 de setembre 2007: El Sud station Bahía Sur cambió seu nom to San Fernando-Bahía Sur
- 23 d'octubre 2008: Comencen les obres de construcció de la station Aeropuerto de Jerez de la Frontera
- 2010: L'estació de San Fernando se restaura, el nom va canviar to San Fernando-Centro
- 8 de setembre 2011: Una inaugirata station Aeropuerto de Jerez de la Frontera

| línia | recorregut               | km  |
| ----- | ------------------------ | --- |
| C1    | Cadis - Jerez            | 49  |
| C1a   | Las Aletas - Universitat | 2,4 |